# Nivaldo Lourenço da Silva
Nivaldo Lourenço da Silva (* 28. September 1975 in Xambrê) ist ein ehemaliger brasilianischer Fußballspieler.

## Karriere
Nivaldo begann seine Karriere 1995 beim Erstligisten Paraná Clube. 1997 wechselte er zu Clube Malutrom. 2000 feierte er mit dem Verein die Copa João Havelange (Gruppen Grün und Weiß) und den Aufstieg in die zweiten Liga. 2003 unterschrieb er einen Vertrag beim japanischen Zweitligisten Montedio Yamagata. Für Yamagata bestritt er 40 Zweitligaspiele und schoss dabei zwei Tore. 2004 kehrte er nach Brasilien zurück. Von 2004 bis 2005 war er außerdem noch bei den Vereinen AA Aparecidense, Sampaio Corrêa FC und Atlético Goianiense unter Vertrag. 2006 wechselte er zum japanischen Zweitligisten Shonan Bellmare. Für Shonan bestritt er 35 Zweitligaspiele und schoss dabei ein Tor. Danach spielte er bei AC Paranavaí.

## Erfolge
Paraná
- Staatsmeisterschaft von Paraná: 1995, 1996

Malutrom
- Staatsmeisterschaft von Paraná – Segunda Divisão: 1998